# Nanqi Hedi
Nanqi Hedi of Xiao Baorong (南)齊和帝) (488-502) was de laatste keizer van China van de Zuidelijke Qi-dynastie, hij regeerde kortstondig van 501 tot 502.

## Biografie
Xiao Baojuan was een zoon van keizer Nanqi Mingdi. Hij was dertien jaar oud toen generaal Xiao Yan hem op de troon zette, nadat Xiao Yan zijn moordzuchtige broer en voorganger Xiao Baojuan had geëxecuteerd. Eenmaal orde op zaken gesteld, liet Xiao Yan keizer Qi Hedi uit de wegruimen en kroonde zichzelf tot keizer Liang Wudi.
Dit betekende het einde van Zuidelijke Qi-dynastie en het begin van de Liang-dynastie.